# Acer tonkinense
Acer tonkinense är en kinesträdsväxtart. Acer tonkinense ingår i släktet lönnar, och familjen kinesträdsväxter.

## Underarter
Arten delas in i följande underarter:
- A. t. kwangsiense
- A. t. liquidambarifolium
- A. t. tonkinense